# Рэлстон, Ларри
Ларри М. Рэлстон (англ. Larry M. Ralston; род. 5 июля 1949 года, Норвуд, округ Гамильтон, штат Огайо, США) — американский серийный убийца, совершивший серию из как минимум 4 убийств девушек и женщин в период с 3 сентября 1975 года по 17 июля 1977 года на территории  штата Огайо. В 1978 и 1984 годах  Рэлстон был приговорен к нескольким срокам в виде пожизненного лишения свободы с правом условно-досрочного освобождения. По версии прокуратуры ряда округов штата Огайо, в действительности Ларри Рэлстон несет ответственность за совершении серии убийств более 10 девушек и женщин.

## Биография
Ларри Рэлстон родился 5 июля 1949 года в городе Норвуд, (штат Огайо) в семье Кирби и Мертл Рэлстон. Был вторым ребёнком в семье из трёх детей.  Отец Ларри работал наборщиком текста в компании «Diamond International Corporation». Оба родителя Ларри вели законопослушный образ жизни, не имели проблем с законом и вредных привычек, отрицательно влияющих на быт, здоровье детей и благосостояние семьи в целом. Тем не менее, Ларри уже в раннем детстве начал проявлять девиантное поведение, благодаря чему заработал в округе репутацию хулигана и постоянно подвергался дисциплинарным взысканиям и состоял в конфликте со своими родителями. Рэлстон рано потерял интерес к учебному процессу. Он посещал школу «Norwood High School». По версии отца Рэлстона, Ларри из-за хронических прогулов и неуспеваемости  бросил школу в начале 1965 года, за несколько месяцев до окончания 10-го класса. Мать Ларри в свою очередь впоследствии утверждала, что Рэлстон бросил школу в конце лета 1967 года, после чего завербовался в Армию США, которая в то время вела войну во Вьетнаме. Однако Ларри Рэлстон на войну во Вьетнаме не попал. Уже в первые недели несения военной службы, Рэлстон начал совершать правонарушения. Имея проблемы с самоконтролем и дисциплиной, Ларри несколько раз подвергался дисциплинарным взысканиям за самовольное оставление военной части. В конечном итоге он был уволен из рядов Армии США всего через шесть месяцев после начала несения службы и вернулся домой к родителям.
Вернувшись в Норвуд, Рэлстон не стал продолжать образование. Все последующие годы он вел маргинальный образ жизни. Не имея квалифицированной специальности, Рэлстон имел проблемы с трудоустройством и вынужден был зарабатывать на жизнь низкоквалифицированным трудом. Из-за проблем с дисциплиной он в течение всей своей взрослой жизни сменил около 50 мест работы. Некоторое время  он работал в больнице «Longview State Hospital», где работала его мать и в местном морге, однако по словам его матери, в большинстве случаев Ларри бросал работу по окончании одного или двух рабочих дней. Большую часть 1970-х Ларри являлся безработным, жил на иждивении родителей и состоял с ними в конфликте, которые обвиняли его в социальном паразитизме. Периодически Рэлстон покидал Норвуд и несколько месяцев проводил на территории штатов Флорида и Иллинойс, где проживали его друзья и сестра. С начала 1970-х Ларри начал  демонстрировать патологически повышенное сексуальное влечение к молодым девушкам, благодаря чему большую часть своего свободного времени Рэлстон проводил на улице или в местных барах, где заводил знакомства с местными девушками и со временем  обзавелся множеством друзей и знакомых, которые характеризовали его весьма неоднозначно.
Среди друзей Рэлстон был известен как патологический лжец, но в то же время они отмечали то, что Рэлстон не был замечен в проявлении агрессии по отношению к кому бы то ни было и не был сторонником решения конфликтных ситуаций посредством драк, так как имел физические увечья, полученные в результате дорожно-транспортного происшествия, в котором он оказался в начале 1970-х годов. Ряд жителей Норвуда обвиняли Рэлстона в  сексуальных домогательствах по отношению к местным девушкам и женщинам, однако он это отрицал.

## Разоблачение
Впервые Ларри Рэлстон попал в число подозреваемых в совершении убийств сопряженных с изнасилованиями — в июле 1977 года, после того как его имя было обнаружено в записной книжке жительницы Норвуда — 17-летней Дайаны Маккроби. Запись оказалась последней в записной книжке перед тем, как 17 июля того же года девушка пропала без вести. Сестра девушки Шарлотта заявила полиции что она и Дайан были знакомы с Ларри и его братом Гленном, а Дайан некоторое время состояла в романтических отношениях с Ларри Рэлстоном. Скелетированные останки Дайан Маккроби были обнаружены 22 октября 1977 года в лесистой местности на территории округа Клермонт. К тому времени на территории Норвуда и других пригородов Цинциннати (штат Огайо) были обнаружены тела 12 девушек, трупы которых были найдены изнасилованными и убитыми начиная с июня 1975 года. Во всех совершённых убийствах преступник продемонстрировал выраженный ему образ действия. Поздно вечером 24 сентября 1977 года Рэлстон на территории пригорода Цинциннати под названием Прайс Хилл посадил в свой автомобиль трёх 15-летних девушек, которые гуляли по улицам после посещения местного кинотеатра. В течение нескольких последующих часов Рэлстон катал девушек на своём автомобиле по территории разных округов штата Огайо, после чего рано утром 25 сентября привез их в лесистую местность на территории округа Клермонт, где угрожая оружием всех их изнасиловал. Согласно свидетельствам девушек, Рэлстон угрожал их убить с целью избавления от свидетелей, но впал в панику и вынужден был покинуть место преступления после того, как к месту совершения преступления приблизился автомобиль с включенными фарами, а жертвы изнасилования стали кричать о помощи.
Через несколько дней девушки обратились в полицию города Цинциннати и заявили об изнасилованиях. В ходе следственного эксперимента, полиция установила, что место преступления находится на расстоянии четырёх миль от места, где несколько месяцев назад было обнаружено обнаженное мертвое тело девушки, которая была изнасилована и убита. По версии следствия, убийства и изнасилования трёх девушек были делом рук одного и того же человека, благодаря чему 15-летние девушки-жертвы изнасилования подверглись тщательному допросу. В ходе допроса девушки дали описание внешнего вида  автомобиля подозреваемого, описали детали его внешности и заявили, что именем преступника было Ларри. Также они заявили, что во время многочасовой поездки преступник останавливался возле одного из домов  на территории города Харрисон Пайк, где проживал его друг. После проверки полученной информации следователи установили адрес проживания друга Рэлстона в городе Харрисон Пайк, после чего установили настоящее имя Рэлстона и адрес его проживания. Подозрения в адрес Рэлстона усилились после того, как жертвы изнасилования идентифицировали Рэлстона в качестве насильника после того как им предоставили в полицейском участке его фотографии. Получив ордер на арест Ларри, сотрудники полиции Норвуда в конце октября того же года явились в дом родителей Ларри, но на тот момент он успел скрыться. Отец Ларри, Кирби Рэлстон заявил полиции о том, что в последний раз видел сына утром 25 сентября. Согласно его показаниям, в тот день Рэлстон явился домой рано утром, после чего собрал вещи, документы и покинул город, предположительно отправившись на территорию штата Иллинойс, где проживала его сестра. В ходы розыскных мероприятий, Ларри Рэлстон был обнаружен и арестован 10 ноября 1977 года на территории города Маунт-Проспект (штат Иллинойс), где он жил в доме сестры и работал таксистом. 15 ноября он был экстрадирован с территории штата Иллинойс на территорию округа Клермонт, где был помещен в окружную тюрьму. Ему было предъявлено обвинение в совершении похищений и изнасилований девушек, после чего он был подвергнут допросу на причастность к совершении серии убийств девушек. Во время допроса Рэлстон неожиданно признал свою причастность к убийствам и поведал следователям о том, что несет ответственность за изнасилования и убийства пяти девушек.
Согласно свидетельствам Рэлстона, его жертвами стали: 15-летняя Элейн Беар, которая пропала без вести в Норвуде 15 января 1977 года после того как вышла из дома и отправилась на одну из молодежных вечеринок. По свидетельствам ее родственников, Элейн проводила свою юность в социально-неблагополучной обстановке и много свободного времени проводила в обществе лиц, ведущих маргинальный образ жизни. Она неоднократно сбегала из дома, отсутствовала по несколько недель, была замечена в употреблении наркотических средств и жила половой жизнью с парнями, которые были старше ее и принимали наркотические средства. Подруга убитой Дебби Уитт, которая была последним человеком видевшим Беар живой - впоследствии заявила полиции, что после посещения вечеринки они отправились домой. Пройдя несколько сотен метров они остановили автомобиль, за рулём которого находился мужчина в возрасте около 30 лет. Согласно  свидетельствам Уитт, он высадил ее возле ее дома, затем спросил у Элейн Беар где находится ее дом, после чего они уехали. Останки Элейн Беар были обнаружены 28 февраля того же года на территории округа Клинтон. Девушка была задушена и перед смертью изнасилована; второй жертвой Рэлстона стала 23-летняя Нэнси Григсбай. Девушка была известна присущим ей инфантилизмом и имела репутацию любительницы путешествовать автостопом. В возрасте 15 лет Григсбай попала в дорожно-транспортное происшествие, в ходе которого получила травму руки и лица. Она бросила школу в возрасте 18 лет, незадолго до окончания 12-го класса, после чего испытывала проблемы с трудоустройством и вела маргинальный образ жизни. В последний раз Нэнси Григсбай была замечена живой 4 мая 1976 года. В тот день она посетила дом друга, который проживал в городе Клифтон (штат Огайо). Вечером того дня девушка вышла из дома с целью прогуляться, после чего пропала без вести. Ее  скелетированные останки были найдены 16 ноября 1976 года в лесистой местности округа Клермонт; Третьей жертвой стала 17-летняя Линда Кей Хармон, которая пропала без вести 3 сентября 1975 года после окончания занятий в школе «Withrow High School». Ее скелетированные останки были также обнаружены в лесистой местности на территории округа Клермонт 5 октября того же года;
Четвёртой жертвой Рэлстона стала 17-летняя Дайан Сью Маккроби, которая пропала без вести 17 июля 1977 года, после того как она вечером покинула дом и отправилась на свидание с неустановленным человеком. Девушка с раннего детства демонстрировала девиантное поведение и состояла в конфликте со своими родителями, вследствие чего сбегала из дома и отсутствовала по несколько дней. Маккроби не испытывала интереса к учебному процессу. В начале 1977 года из-за хронических прогулов и неуспеваемости она бросила школу «Norwood Junior High School» и всё свободное время предпочитала проводить на улице. Девушка выглядела старше своего возраста, пользовалась популярностью в округе и имела множество друзей и знакомых. Большинство из них характеризовали Дайан крайне положительно, утверждая что она не была замечена в употреблении наркотических средств, избегала общения с представителями маргинального слоя общества и не подвергалась арестам. Тело Дайан Маккроби было обнаружено 22 октября 1977 года на территории округа Клермонт недалеко от места, где было обнаружено тело другой жертвы Рэлстона — Нэнси Григсбай; Пятой жертвой стала 21-летняя Мэри Рут Хопкинс, чьё обнажённое тело было обнаружено 30 июня 1976 года на территории округа Хэмилтон. Рэлстон признал что похитил девушку, отвез её в лесистую местность, где изнасиловал и задушил с помощью майки. Также Рэлстон проверялся на причастность к совершению других убийств девушек, но он несмотря на дачу признательных показаний в совершении убийств пяти девушек, категорически отказался признать себя виновным в совершении других убийств, хотя и не был исключён из числа подозреваемых.
30 ноября 1977 года в суде «Clermont County Pleas Court» были назначены предварительные досудебные слушания. Рэлстон был доставлен в здание суда из окружной тюрьмы. На слушаниях  Рэлстону были официально предъявлены обвинения в совершения пяти убийств и была назначена дата открытия судебного процесса, однако Ларри на слушаниях отказался от своих признательных показаний и заявил о своей невиновности.

## Судебное преследование
Так как убийства произошли в двух разных округах штата Огайо, адвокаты Рэлстона до начала судебного процесса подали ходатайство о проведении пяти раздельных судебных процессов, которое в конечном итоге было удовлетворено. Согласно тактике судебного преследования Ларри Рэлстона, первый судебный процесс открылся в начале 1978 года по обвинению Рэлстона в совершении убийства Элейн Беар, которое произошло на территории округа Клинтон. Основными доказательствами причастности Рэлстона к совершению убийств стали его признательные показания, аудиозапись которых была предоставлена членам жюри присяжных заседателей 25 апреля 1978 года. Однако адвокаты Ларри настаивали на невиновности своего подзащитного на основании того факта, что а результаты судебно-медицинской экспертизы, которой были подвергнуты останки убитой девушки противоречили показаниям Рэлстона. На допросах Ларри утверждал, что задушил девушку своими руками с помощью техники удушения, которой он был обучен во время службы в Армии США, в то время как судебно-медицинский эксперт установил, что Элейн Беар была умерла от удушения, но перед смертью получила несколько ударов тупым тяжёлым предметом по голове, которые вызвали тяжелую черепно-мозговую травму, последствия которой были смеретльны. Так как Рэлстон не упоминал ничего подобного в своих показаний, его адвокаты требовали признать его признательные показания недействительными, а его невиновным в совершении убийства Элейн Беар.
В конечном итоге 4 мая 1978 года после семи часов обсуждения членами жюри присяжных заседателей Ларри Рэлстон был признан виновным в совершении убийства Элейн Беар, после чего суд 28 июня того же года приговорил его к смертной казни на электрическом стуле. После осуждения Рэлстон покинул территорию округа Клинтон и был этапирован на территорию округа Клермонт, где предстал перед судом по обвинению в совершении убийства Дайан Маккроби. Адвокат Рэлстона настаивал на невиновности своего подзащитного на основании того факта, что скелетированные останки девушки, обнаруженные 22 октября 1977 года в действительности не принадлежали Дайан Маккроби, так как  образцы волос, снятые с трупа девушки не совпадали по цвету и своей структуре с образцами волос, которые были обнаружены на расческе Дайаны Маккроби. Ряд друзей и знакомых девушки, которые общались с Дайаной на протяжении двух дней до её исчезновения выступили в качестве свидетелей на судебном процессе. Они детально описали события происходившие с Дайаной в течение этих двух дней, но не смогли вспомнить Рэлстона среди людей, которые контактировали с девушкой в указанный период времени. Основными доказательствами причастности Рэлстона к совершению убийств стали его признательные показания, аудиозапись которых была предоставлена членам жюри присяжных. В конечном итоге 6 июля 1978 года он был признан виновным в совершении убийства Дайан Маккроби, после чего суд назначил ему уголовное наказание в виде пожизненного лишения свободы.
После ряда постановлений Верховного суда США, которые подвергли сомнению применение смертной казни в некоторых штатах, штат Огайо 26 июля 1978 года заменил смертный приговор Ларри Рэлстону по обвинению в убийстве Элейн Беар на уголовное наказание в виде пожизненного лишения свободы с правом условно-досрочного освобождения. В этот период Рэлстон предстал перед судом по обвинению в совершении убийства Линды Кей Хармон. 2 августа 1978 года Рэлстон был признан виновным и получил свой третий по счету пожизненный срок лишения свободы. 24 августа 1978 года на своем четвертом судебном процессе Ларри Рэлстон на основании аудиозаписей его признательных показаний был признан виновным в совершении убийства Нэнси Григсбай, после чего суд назначил ему ещё одно уголовное наказание в виде пожизненного лишения свободы. В сентябре того же года Рэлстон предстал перед судом по обвинению в похищении и изнасиловании трех 15-летних девушек. Его адвокаты предложили прокуратуре округа Клермонт заключить соглашение о признании вины, которое в конечном итоге было достигнуто. Рэлстон признал себя виновным в совершении  похищений и изнасилований двух девушек 25 сентября 1978 года, после чего суд 18 октября того же года назначил ему в качестве уголовного наказания два срока в виде лишения свободы на 25 лет. Обвинения в совершении похищения и изнасилования 3-й девушки в рамках условий соглашения о признании вины с Рэлстона были сняты.

## В заключении
После осуждения согласно тактике судебного преследования, Рэлстону были предъявлены обвинения в совершении убийства 21-летней Мэри Хопкинс. Рэлстон должен был быть экстрадирован на территорию округа Хэмилтон для того, чтобы предстать перед судом, однако дата открытия судебного процесса была отложена не неопределенный срок в связи с подачей адвокатами Ларри апелляцией на отмену приговора по осуждению Рэлстона в совершении убийства Нэнси Григсбай. Адвокаты апеллировали на том факте, что останки девушки были обнаружены в состоянии крайней степени разложения, вследствие чего судебно-медицинский эксперт не смог установить причину смерти девушки. Так как в ходе судебного процесса представители прокуратуры округа Клермонт не смогли доказать тот факт, что девушка была задушена, Рэлстон и его адвокаты требовали  признать его невиновным, а его признательные показания признать недостоверными. Апелляция была удовлетворена 7 ноября 1979 года.
Приговор Рэлстону был отменён и ему было назначено новое судебное разбирательство. В ходе нового судебного процесса, который открылся в начале 1980 года, Рэлстон был признан невиновным в совершении убийства Нэнси Григсбай из-за недостатка доказательств. В конце 1983 года Ларри Рэлстон был этапирован на территорию округа Хэмилтон, где предстал перед судом по обвинению в совершении убийства Мэри Рут Хопкинс. В начале 1984 года он при содействии своих адвокатов заключил соглашение о признании вины с прокуратурой округа Хэмилтон. Он признал себя виновным по всем пунктам обвинения, после чего суд 15 мая 1984 года приговорил Ларри Рэлстона к очередному уголовному наказанию в виде пожизненного лишения свободы с правом условно-досрочного освобождения.
Отбыв в заключении более 20 лет с момента ареста, в начале 1999 года Ларри Рэлстон получил право подать ходатайство на условно-досрочное освобождение, но ему было отказано из-за протеста родственников жертв и из-за тяжести совершенных им преступлений.
В ноябре 2018 года он в третий раз подал ходатайство на условно-досрочное освобождение, но ему также было отказано и запрещено подавать подобные ходатайства до сентября 2028 года.
По состоянию на октябрь 2022 года, 73-летний Ларри Рэлстон жив и продолжает отбывать свое уголовное наказание в тюрьме «Madison Correctional Institution»